# Diana Manzo
Diana López Manzo (Municipio de Unión Hidalgo, Oaxaca, 31 de agosto de 1983) es una periodista mexicana con raíces zapotecas. Las investigaciones periodísticas que realiza se centran en el estado de Oaxaca, con un enfoque de Derechos humanos. Fue galardonada con la mención honorífica del Premio Nacional de Periodismo en 2019.

## Biografía
Diana Manzo nació el 31 de agosto de 1983 en Unión Hidalgo, en la región Istmo de Tehuantepec, en Oaxaca.
Desde su infancia, cuando estaba en tercer año de primaria, tenía el deseo de ser periodista.
Estudió Ciencias de la comunicación en la Benemérita Universidad Autónoma de Puebla, realizó un Diplomado en Comunicación y Género en la Universidad Nacional Autónoma de México.

### Trayectoria profesional
Comenzó su trayectoria como periodista en 2005. Ha trabajado en diversos medios como corresponsal y freelance, como en La Jornada, Página3 y Aristegui Noticias. También es fundadora del periódico Istmopress, junto a dos colegas, entre ellos su esposo. Es integrante de la Red de Periodistas de a Pie.
Su enfoque de trabajo es de derechos humanos, particularmente la cultura indígena, migración, la salud, el medioambiente y exponer los megaproyectos establecidos en Oaxaca.
Por su trayectoria e investigaciones ha obtenido becas, como la de International Women´s Media Foundation (IWMF), de la Fundación Gabriel García Márquez y del Programa Latinoamericano Connectas.
En 2019 recibió la mención honorífica en el Premio Nacional de Periodismo, por su reportaje de investigación Energía limpia, contratos sucios. Tenía 19 años que el jurado del premio no otorgaba una mención honorífica. Para realizar la investigación del reportaje, Manzo recibió una beca de la organización Connectas, con la cual pudo trabajar durante un año. Manzo le dedicó el premio a sus dos hijas y a María del Sol Cruz, periodista asesinada en 2018, así como a todos los periodistas asesinados.

## Premios y reconocimientos
- 2017 - VOX Premio Estatal de Periodismo y Derechos Humanos.[7]
- 2019 - Premio Nacional de Periodismo. Mención honorífica en la categoría Cobertura multiformato/Periodismo de investigación, por la investigación Energía limpia, contratos sucios.[2][8]
- 2022 - Mención de honor en Periodismo de Soluciones, de los Premios Roche en Salud, Fundación Gabo, por el reportaje La partería tradicional en Oaxaca, una opción a la violencia obstétrica, junto con las periodistas Isabel Velázquez Briseño y Paulina Alejandra Ríos Olivera. Medios galardonados: Página 3, Pie de Página e Istmo Press.[9][10]
- 2025 - Presea Defensores de la Libertad de Expresión, otorgada por la Asociación de Periodistas y Comunicadores del Estado de Morelos.[11]